# Sudarshana (banda)
Sudarshana es una banda de hardcore punk argentina, nacida en 1997 en la Ciudad de Buenos Aires, y con un estilo que varía entre el hardcore punk y el power pop. Impulsados por su religión Hare Krishna y su estilo de vida vegan straight edge, decidieron difundir sus ideas a través de la música.

## Significado del nombre
El nombre proviene de uno de los símbolos utilizados por la religión Hare Krishna: el Sudarshaná chakrá, que es el disco (chakrá) que se puede ver en los ídolos del dios hinduista Visnú.

## Miembros
- Ariel Pavletic (voz).
- Javier Casas (guitarra).
- Matías Solo (bajo).
- Emilio Ponti (batería).

## Historia
La primera formación fue conformada por Ariel Pavletic como cantante, Pablo Rivera al bajo, Javier Casas y Pablo Priyasakha Dasa a las guitarras, y Emilio Ponti como encargado de batería y percusión.
Sus letras suelen recurrir a temas referidos a su pensamiento, que tratan de marcar ciertos aspectos negativos de la sociedad actual, y buscar a partir de ello un impulso de cambio dentro de uno.
Tanto la mayoría de sus integrantes, como muchos de sus seguidores pertenecen al ámbito musical-cultural vegan straight edge. Por otro lado, la banda se denomina a sí misma con las siglas VPS, que significa Vegetarian Pop Sudarshana, aludiendo a su estilo de música y de vida.

### El grupo en la escena hardcore
Teniendo en cuenta la participación de varios de sus integrantes en otras bandas de la escena (Restos Fósiles y Nueva Ética son los más claros ejemplos), Sudarshana casi siempre comparte escenario con otros tantos grupos del palo, colaborando entre sí para poder pagar los lugares alquilados para tocar, puesto que al ser músicos independientes, el dinero sale en casi todo su porcentaje del propio bolsillo de los artistas. La relación entre las bandas del género, que en muchas ocasiones comparten el público, suele ser de mutua amistad, como ha ocurrido con Eterna Inocencia o Rodia.

### Pensamiento y filosofía de vida
La influencia en las letras de los temas por el pensamiento Straight edge y vegan de varios de los integrantes de Sudarshana, se ven reflejados además, en las conductas de ellos mismo y de muchos de sus seguidores. Por ejemplo, en el rechazo a las drogas, a la comercialización y maltrato del animal, en el repudio al estereotipo de la sociedad, en la sinceridad y autenticidad aplicadas a la forma de vivir.

## Discografía
- Sacrificio (septiembre de 1997).

1. Buscando mi destino (3:33).
2. Imagen (3:05).
3. Bajo el cuerpo (2:33).
4. No ser (3:30).
5. Sacrificio (2:43).
6. Sobre mi piel (3:39).

- Reviviendo la emoción (julio de 2000 y reeditado en 2003).

1. Cultura superficial (3:34).
2. Mi lugar original (1:52).
3. La llama arde en mí (2:50).
4. Simple y natural (2:53).
5. Vamos por más (1:57).
6. Soñé... (3:06).
7. Invocando tu nombre (2:47).
8. Sigo en pie (3:09).
9. Intentando progresar (3:46).
10. Reviviendo la emoción (2:57).
11. Silencios / Remolino de dolor (8:29).

- Sacrificio reedición de noviembre de 2001).

1. Nadie nos vencerá (3:05).
2. Verdadera compasión (2:19).
3. Buscando mi destino (3:33).
4. Imagen (3:05).
5. Bajo el cuerpo (2:33).
6. No ser (3:30).
7. Sacrificio (2:43).
8. Sobre mi piel (3:39).

- La rebelión del corazón (abril de 2004).

1. Rompe el control (2:53).
2. El camino del loto (2:15).
3. Mi ángel (2:37).
4. Alimentando el fuego (3:00).
5. Inalcanzable (2:07).
6. Tomando refugio (3:02).
7. Dame una señal (2:40).
8. El mundo gira (otra vez) (2:27).
9. Sudarshan (2:55).
10. Rendición (3:10).
11. El verdadero enemigo (2:35).
12. Más allá de las palabras (3:56).
13. Chicos no lloran (2:34), cover de The Cure
14. La rebelión del corazón (3:17).

- La roue de fortune (abril de 2007), EP

1. Toda pasión (2:11).
2. Sonar mejor (2:24).
3. Vendas (3:22).
4. Buscadores (2:37).
5. Océano de ignorancia (2:47).

Otros temas
1. Resplandor
2. La energía de los dos
3. Generación (en las calles)

## Bandas Relacionadas
| - 720° - Alas Suicidas - Apocalipsis X - Autocontrol - Bhakti - Canvas - Confort Supremo (Ariel voz entre 1992-1995) - Columnas - En Nuestras Venas - Entrefuego - Enquirer - Eternidad - Evidencia Jinnah - Expresa tu Emoción - Extermineitors - Fazion - Flores Silvestres | - In Fire - Justify - Juvenilia - Las Palabras Queman (actual banda straight edge activa de Ariel Pavletic y Daniel Guzmán) - Massacre - Madhava - Nueva Ética - Plan 4 (Actual banda de Matias Solo) - Reconcile - Restos Fósiles - Será Pánico (proyecto actual de Javier Casas y Emilio Ponti) - Siempre Verdadero - The Only Crew - Vieja Escuela - Vinolencia - Vrede |